# Убейдія
32°41′19.057″ пн. ш. 35°33′43.524″ сх. д. / 32.68862694° пн. ш. 35.56209000° сх. д.
(Аль-) Убейдія (араб. العبيدية, івр. אל-עובידיה), чи Тель-Ова́дія (івр. תל עובדיה) — археологічна пам'ятка доби плейстоцену, яку розглядають як епізод першої хвилі розселення Людини прямоходячої (Homo erectus) за межі Африки (бл. 1,5 млн років тому). Тут знайдені кам'яні сокири ашельського типу.
Печера зі стоянкою архантропів знаходиться в Ізраїлі, в долині річки Йордан, за 3 км на південь від Тиверіадського озера. 
Пам'ятка була відкрита у 1959 році і досліджувалась у 1960–1974 рр. різними групами в основному під керівництвом археологів О. Бар-Йосефа і Н. Горен-Інбара.